# Abbekerk
Abbekerk est une ville de la province de Hollande-Septentrionale aux Pays-Bas. Elle fait partie de la commune de Medemblik.
Jusqu'en 1979, Abbekerk est une commune à part entière. De 1979 à 2006, Abbekerk fait partie de la commune de Noorder-Koggenland. La ville d'Abbekerk est constituée des villages d'Abbekerk et de Lambertschaag.
L'église de Abbekerk à un clocher datant de 1656.
La population du district statistique (ville et campagne environnante) d'Abbekerk  est de 1 768 habitants environ. Le district statistique (ville et campagne environnante) comprend 1 980 habitants.